# Fenêtre sur Pacifique
Pour plus de détails, voir Fiche technique et Distribution.
Fenêtre sur Pacifique (Pacific Heights) est un film américain réalisé par John Schlesinger, sorti en 1990.

## Synopsis
Patty et Drake qui viennent d'acheter la maison de leurs rêves à Pacific Heights, San Francisco. Pour les aider financièrement, ils décident de louer la chambre du rez-de-chaussée et choisissent un dénommé Carter Hayes, qui semble être le locataire idéal. Mais, dès son emménagement, les choses tournent mal.

## Fiche technique
- Titre français : Fenêtre sur Pacifique
- Titre original : Pacific Heights
- Réalisation : John Schlesinger
- Scénario : Daniel Pyne
- Musique : Hans Zimmer
- Photographie : Amir M. Mokri
- Montage : Mark Warner
- Production : Scott Rudin & William Sackheim
- Société de production : Morgan Creek Productions
- Société de distribution : 20th Century Fox
- Pays de production :  États-Unis
- Langue : Anglais
- Format : Couleur - Dolby - 35 mm - 1.85:1
- Genre : Thriller
- Durée : 102 min
- Dates de sortie : 
  - France : 30 janvier 1991

## Distribution
- Melanie Griffith (VF : Dorothée Jemma) : Patty Palmer
- Matthew Modine (VF : Éric Legrand) : Drake Goodman
- Michael Keaton (VF : Edgar Givry) : Carter Hayes
- Laurie Metcalf (VF : Frédérique Tirmont) : Stephanie MacDonald
- Beverly D'Angelo : Ann Miller (non créditée)
- Mako : Toshio Watanabe
- Carl Lumbly (VF : Marc Alfos) : Lou Baker
- Dorian Harewood (VF : Greg Germain) : Dennis Reed
- Luca Bercovici (en) (VF : Pascal Renwick) : Greg
- Nobu McCarthy : Mira Watanabe
- Jerry Hardin (VF : Michel Le Royer) : Bennett Fidlow
- Tippi Hedren : Florence Peters
- Tony Simotes : Le réceptionniste de l'hôtel
- Tracey Walter (VF : Denis Boileau) : L'exterminateur
- Dan Hedaya (VF : Mostéfa Stiti) : L'agent de crédit
- Guy Boyd (VF : Jacques Frantz) : le policier
- James Staley (VF : Jean-Pierre Leroux) : Le procureur
- Miriam Margolyes : L'agent immobilier
- F. William Parker : Le juge
- Nicholas Pryor (VF : Michel Paulin) : Le gérant de l'hôtel
- Takayo Fisher (VF : Maïk Darah) : La caissière de banque
- Hy Anzell : Manford Bagel

## Autour du film
- Les extérieurs furent tournés à San Francisco et Los Angeles, les intérieurs aux Studios de Culver City.